# Santa Maria di Montesanto (Napulj)
Crkva Santa Maria di Montesanto i pripojeni samostan izgradila je u Napulju, u Italiji, zajednica karmelićanske braće koja je potekla iz Montesanta, na Siciliji.
Početni arhitekt bio je Pietro De Marino, ali je posao, uključujući kupolu (1680.) dovršio Dionisio Lazzari. Pročelja, koja je u 19. stoljeću izradio Angelo Viva, prikazuju Gospu od Karmela (Madonna del Carmelo).
Unutrašnjost je u tlocrtu latinskog križa. U prve dvije kapele nalaze se platna Paola De Matteisa s prikazom svetog Mihaela arkanđela i čuda svetog Ante (1693.). U jednom kraku transepta nalazi se Raspeće s Madonom i svetim Ivanom Krstiteljem, drvena skulptura iz 18. stoljeća koju je izradio Nicola Fumo. Unutarnja kapela, posvećena svetoj Ceciliji, bila je pod pokroviteljstvom glazbenika iz Real Cappella Palatina.
U crkvi se nalazi grobnica skladatelja Alessandra Scarlattija, koji je umro 1725. godine, oltar je nadvišen slikom Giuseppea Simonellija koja prikazuje svetu Ceciliju.

## Vanjske poveznice
|  | Zajednički poslužitelj ima još gradiva o temi Santa Maria di Montesanto (Napulj) |